# قائمة قرارات مجلس الأمن التابع للأمم المتحدة لعام 2007
تتضمن قائمة قرارات مجلس الأمن التابع للأمم المتحدة لعام 2007 جميع القرارات الصادرة عن مجلس الأمن التابع للأمم المتحدة خلال العام 2007.

## القائمة
| رقم القرار | الرمز            | نص القرار                         | موضوع القرار |
| ---------- | ---------------- | --------------------------------- | --- |
| 1739       | S/RES/1739(2007) | نص الوثيقة على موقع الأمم المتحدة | الحالة في كوت ديفوار |
| 1740       | S/RES/1740(2007) | نص الوثيقة على موقع الأمم المتحدة | رسالة مؤرخة 22 تشرين الثاني /نوفمبر 2006 من الأمين العام لرئيس مجلس الأمن                                                                                    |
| 1741       | S/RES/1741(2007) | نص الوثيقة على موقع الأمم المتحدة | الحالة بين إثيوبيا وإريتريا |
| 1742       | S/RES/1742(2007) | نص الوثيقة على موقع الأمم المتحدة | الحالة في جمهورية الكونغو الديمقراطية |
| 1743       | S/RES/1743(2007) | نص الوثيقة على موقع الأمم المتحدة | الحالة في هايتي |
| 1744       | S/RES/1744(2007) | نص الوثيقة على موقع الأمم المتحدة | الحالة في الصومال |
| 1745       | S/RES/1745(2007) | نص الوثيقة على موقع الأمم المتحدة | الحالة في تيمور الشرقية |
| 1746       | S/RES/1746(2007) | نص الوثيقة على موقع الأمم المتحدة | الحالة في أفغانستان |
| 1747       | S/RES/1747(2007) | نص الوثيقة على موقع الأمم المتحدة | عدم الانتشار |
| 1748       | S/RES/1748(2007) | نص الوثيقة على موقع الأمم المتحدة | الحالة في الشرق الأوسط |
| 1749       | S/RES/1749(2007) | نص الوثيقة على موقع الأمم المتحدة | الحالة المتعلقة في رواندا |
| 1750       | S/RES/1750(2007) | نص الوثيقة على موقع الأمم المتحدة | الحالة في ليبيريا |
| 1751       | S/RES/1751(2007) | نص الوثيقة على موقع الأمم المتحدة | الحالة المتعلقة بجمهورية الكونغو الديمقراطية |
| 1752       | S/RES/1752(2007) | نص الوثيقة على موقع الأمم المتحدة | الحالة المتعلقة بجورجيا |
| 1753       | S/RES/1753(2007) | نص الوثيقة على موقع الأمم المتحدة | الحالة في ليبيريا |
| 1754       | S/RES/1754(2007) | نص الوثيقة على موقع الأمم المتحدة | الحالة في الصحراء الغربية |
| 1755       | S/RES/1755(2007) | نص الوثيقة على موقع الأمم المتحدة | تقرير الأمين العام عن السودان |
| 1756       | S/RES/1756(2007) | نص الوثيقة على موقع الأمم المتحدة | الحالة المتعلقة بجمهورية الكونغو الديمقراطية |
| 1757       | S/RES/1757(2007) | نص الوثيقة على موقع الأمم المتحدة | الحالة في الشرق الأوسط |
| 1758       | S/RES/1758(2007) | نص الوثيقة على موقع الأمم المتحدة | الحالة في قبرص |
| 1759       | S/RES/1759(2007) | نص الوثيقة على موقع الأمم المتحدة | الحالة في الشرق الأوسط |
| 1760       | S/RES/1760(2007) | نص الوثيقة على موقع الأمم المتحدة | الحالة في ليبيريا |
| 1761       | S/RES/1761(2007) | نص الوثيقة على موقع الأمم المتحدة | الحالة في كوت ديفوار |
| 1762       | S/RES/1762(2007) | نص الوثيقة على موقع الأمم المتحدة | الحالة المتعلقة بالعراق |
| 1763       | S/RES/1763(2007) | نص الوثيقة على موقع الأمم المتحدة | الحالة في كوت ديفوار |
| 1764       | S/RES/1764(2007) | نص الوثيقة على موقع الأمم المتحدة | الحاله في البوسنة والهرسك |
| 1765       | S/RES/1765(2007) | نص الوثيقة على موقع الأمم المتحدة | الحالة في كوت ديفوار |
| 1766       | S/RES/1766(2007) | نص الوثيقة على موقع الأمم المتحدة | الحالة في الصومال |
| 1767       | S/RES/1767(2007) | نص الوثيقة على موقع الأمم المتحدة | الحالة بين إثيوبيا وإريتريا |
| 1768       | S/RES/1768(2007) | نص الوثيقة على موقع الأمم المتحدة | الحالة في جمهورية الكونغو الديمقراطية |
| 1769       | S/RES/1769(2007) | نص الوثيقة على موقع الأمم المتحدة | تقرير الأمين العام عن السودان |
| 1770       | S/RES/1770(2007) | نص الوثيقة على موقع الأمم المتحدة | الحالة المتعلقة بالعراق |
| 1771       | S/RES/1771(2007) | نص الوثيقة على موقع الأمم المتحدة | الحالة المتعلقة بجمهورية الكونغو الديمقراطية |
| 1772       | S/RES/1772(2007) | نص الوثيقة على موقع الأمم المتحدة | الحالة في الصومال |
| 1773       | S/RES/1773(2007) | نص الوثيقة على موقع الأمم المتحدة | الحالة في الشرق الأوسط |
| 1774       | S/RES/1774(2007) | نص الوثيقة على موقع الأمم المتحدة | المحكمة الجنائية الدولية لمحاكمة الأشخاص المسؤولين عن أعمال الإبادة الجماعية وغير ذلك من الانتهاكات الجسيمة للقانون الإنساني الدولي المرتكبة في إقليم رواندا |
| 1775       | S/RES/1775(2007) | نص الوثيقة على موقع الأمم المتحدة | المحكمة الدولية لمحاكمة الأشخاص المسؤولين عن الانتهاكات الجسيمة للقانون الإنساني الدولي التي ارتكبت في إقليم يوغوسلافيا السابقة منذ عام 1991                 |
| 1776       | S/RES/1776(2007) | نص الوثيقة على موقع الأمم المتحدة | الحالة في أفغانستان |
| 1777       | S/RES/1777(2007) | نص الوثيقة على موقع الأمم المتحدة | الحالة في ليبيريا |
| 1778       | S/RES/1778(2007) | نص الوثيقة على موقع الأمم المتحدة | الحالة في تشاد وجمهورية أفريقيا الوسطى |
| 1779       | S/RES/1779(2007) | نص الوثيقة على موقع الأمم المتحدة | تقرير الأمين العام عن الحالة في السودان |
| 1780       | S/RES/1780(2007) | نص الوثيقة على موقع الأمم المتحدة | الحالة في هايتي |
| 1781       | S/RES/1781(2007) | نص الوثيقة على موقع الأمم المتحدة | الحالة المتعلقة بجورجيا |
| 1782       | S/RES/1782(2007) | نص الوثيقة على موقع الأمم المتحدة | الحالة في كوت ديفوار |
| 1783       | S/RES/1783(2007) | نص الوثيقة على موقع الأمم المتحدة | الحالة في الصحراء الغربية |
| 1784       | S/RES/1784(2007) | نص الوثيقة على موقع الأمم المتحدة | تقرير الأمين العام عن السودان |
| 1785       | S/RES/1785(2007) | نص الوثيقة على موقع الأمم المتحدة | الحالة في البوسنة والهرسك |
| 1786       | S/RES/1786(2007) | نص الوثيقة على موقع الأمم المتحدة | المحكمة الدولية لمحاكمة الأشخاص المسؤولين عن الانتهاكات الجسيمة للقانون الإنساني الدولي التي ارتكبت في إقليم يوغوسلافيا السابقة منذ عام 1991                 |
| 1787       | S/RES/1787(2007) | نص الوثيقة على موقع الأمم المتحدة | الأخطار التي تهدد السلام والأمن الدوليين بسبب الإرهاب |
| 1788       | S/RES/1788(2007) | نص الوثيقة على موقع الأمم المتحدة | الحالة في الشرق الأوسط |
| 1789       | S/RES/1789(2007) | نص الوثيقة على موقع الأمم المتحدة | الحالة في قبرص |
| 1790       | S/RES/1790(2007) | نص الوثيقة على موقع الأمم المتحدة | الحالة في العراق |
| 1791       | S/RES/1791(2007) | نص الوثيقة على موقع الأمم المتحدة | الحالة في بوروندي |
| 1792       | S/RES/1792(2007) | نص الوثيقة على موقع الأمم المتحدة | الحالة في ليبيريا وغرب أفريقيا |
| 1793       | S/RES/1793(2007) | نص الوثيقة على موقع الأمم المتحدة | الحالة في سيراليون |
| 1794       | S/RES/1794(2007) | نص الوثيقة على موقع الأمم المتحدة | الحالة المتعلقة بجمهورية الكونغو الديمقراطية |

## المرجع
1. ↑  "قرارات مجلس الأمن". الأمم المتحدة. مؤرشف من الأصل في 2018-10-11. اطلع عليه بتاريخ 22 شباط / فبراير 2017. {{استشهاد ويب}}: تحقق من التاريخ في: |تاريخ الوصول= (مساعدة)